# Venerabile arciconfraternita della Misericordia di Pisa

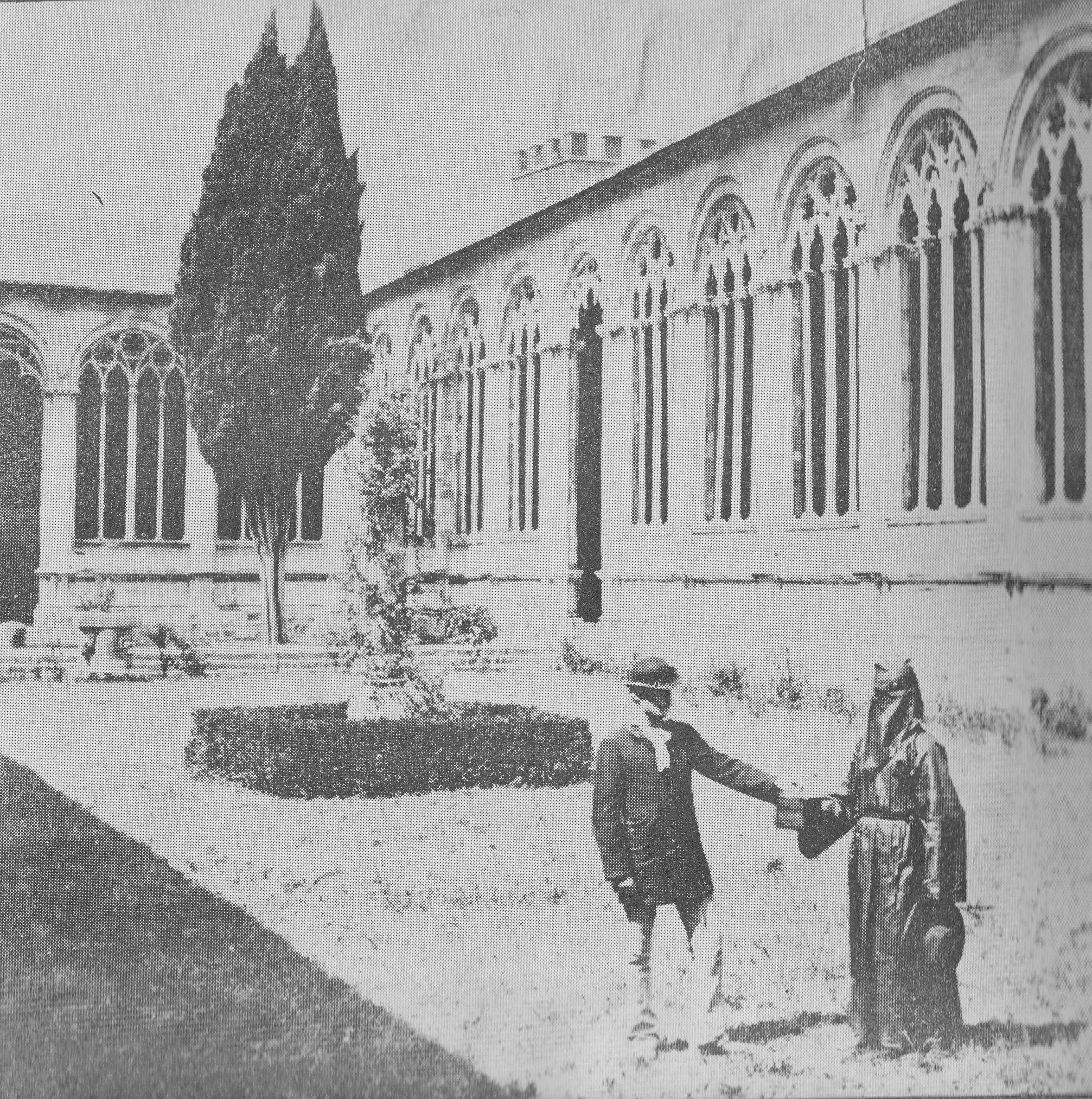
Un cittadino fa la questua a un confratello incappucciato in una foto dei primi del Novecento

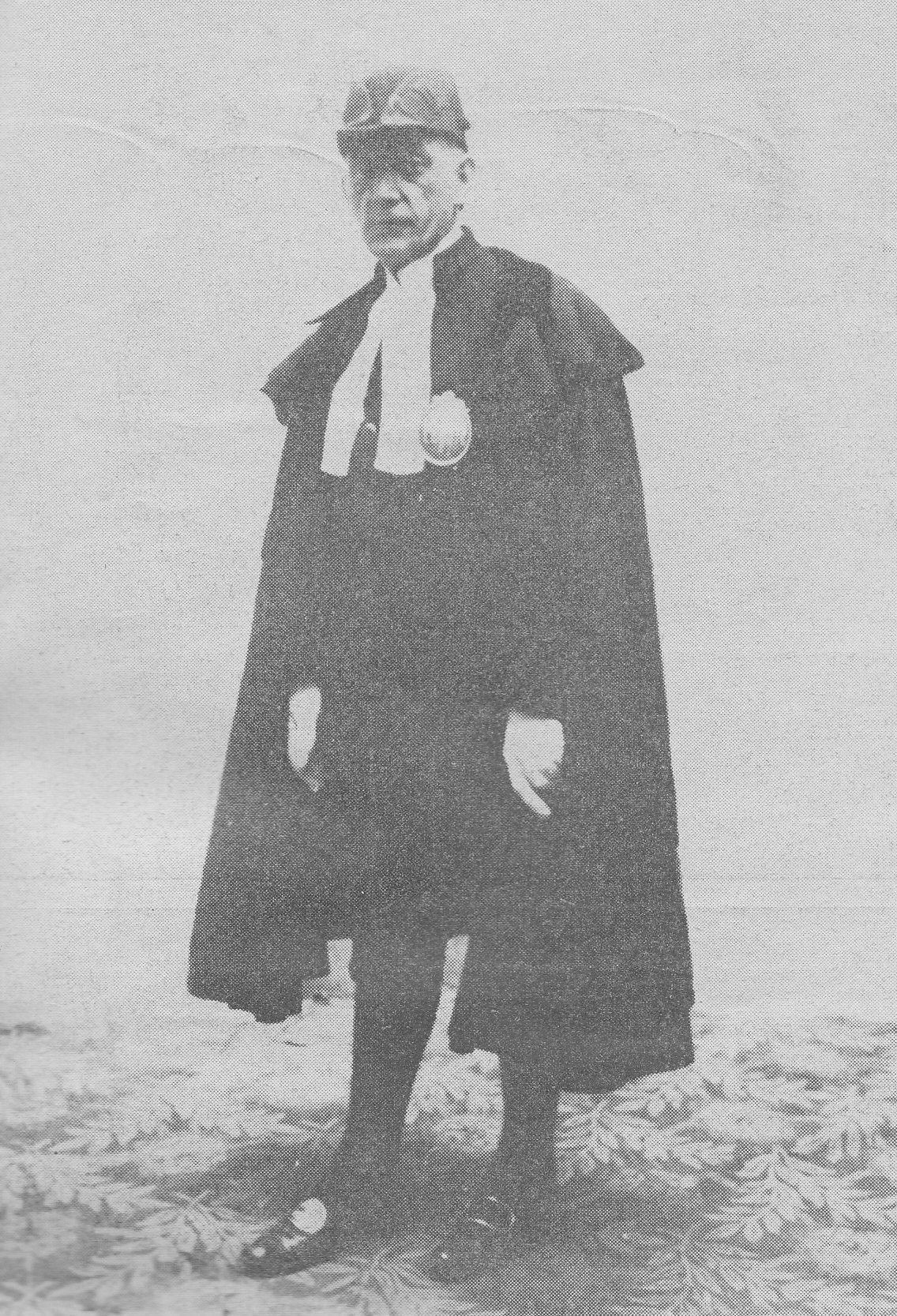
Un servo tuttofare in una vecchia foto

La Venerabile Arciconfraternita di Misericordia e Crocione di Pisa è una confraternita, un'antica associazione di carità e assistenza, della città toscana. Nata nel 1330 come erede delle antiche tradizioni della Compagnia di Sant'Orsola, è tuttora attivamente presente nell'ambito pisano con le sue opere benefiche.

## Storia
Fra il 1200 e il 1500 si diffusero alcune confraternite chiamate navicelle di sant'Orsola (così chiamate in onore della principessa martire del IV secolo, che avrebbe tra l'altro visitato la città toscana salvandola anche da un'inondazione), inclusa quella destinata a diventare la Misericordia di Pisa. Gli adepti partecipavano a messe e preghiere, nella speranza di compiere felicemente, con questi meriti e con la protezione di sant'Orsola, il viaggio verso il Paradiso. Fondata nel 1330 con il nome di Confraternita di Sant'Orsola, è oggi la seconda più antica istituzione cittadina dopo la Veneranda Opera del Duomo, precedendo di 13 anni l'Università di Pisa (1343).
Aggregata alla Venerabile Arciconfraternita della Buona Morte di Roma durante il giubileo del 1350, ne prese il nome ed il titolo, divenendo la Venerabile Arciconfraternita di S. Orsola e della Buona Morte di Pisa.
Fra la seconda metà del Settecento e il primo Ottocento non fu risparmiata dalle soppressioni lorenesi (ad opera del Granduca Pietro Leopoldo di Lorena) che decimarono gli ordini religiosi; su ordine granducale venne poi rifondata acquisendo il nome e l'ordinamento della Misericordia di Firenze, con il nuovo nome di Venerabile Arciconfraternita della Misericordia di Pisa.
Nel 1956 venne fusa con l'altra confraternita cittadina, il Crocione (fondata dal Beato Giordano da Rivalto), acquisendo l'attuale denominazione di V.A. di Misericordia e Crocione di Pisa.

## Sede

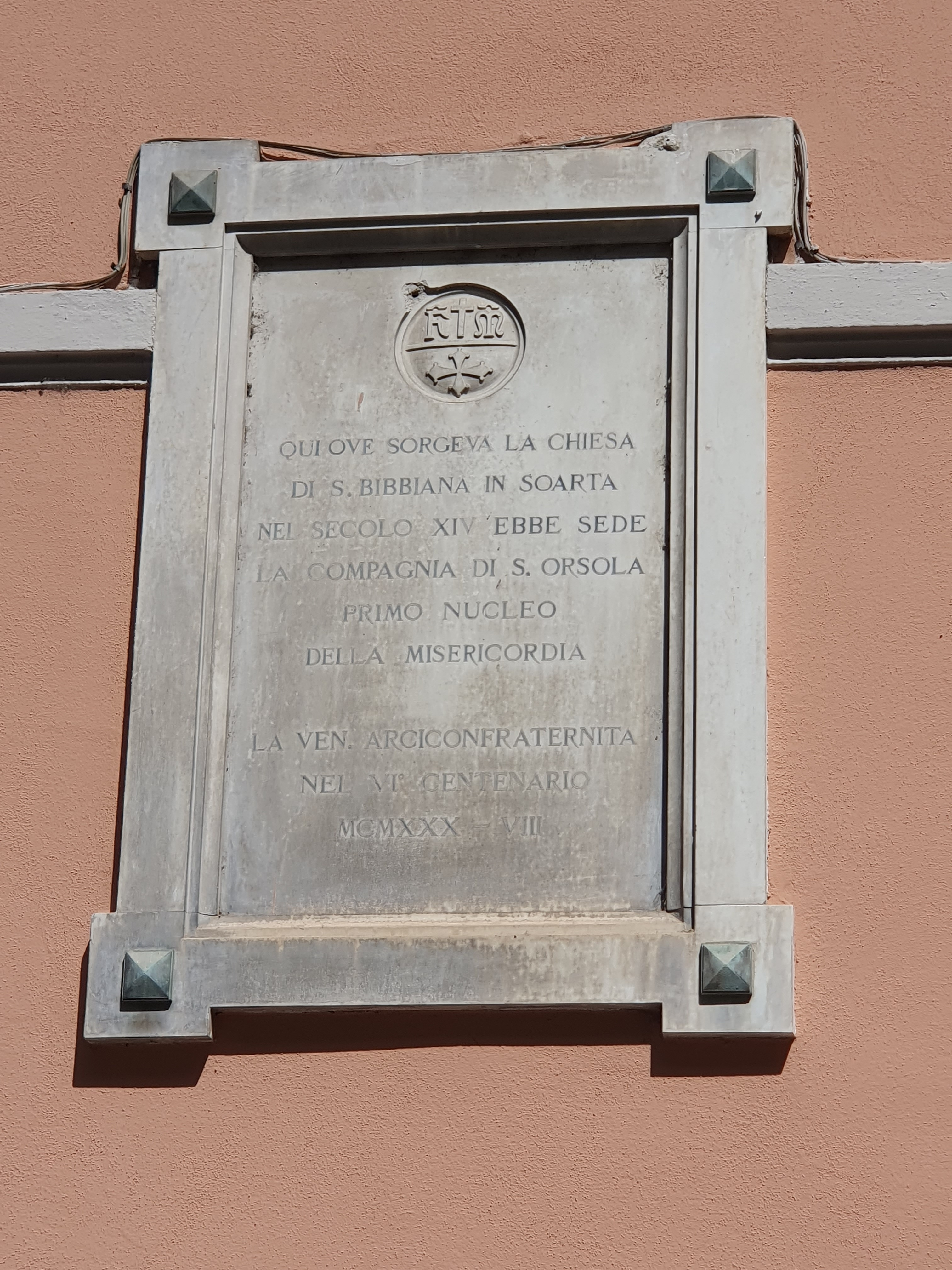
Lapide a Pisa (via Santa Bibbiana, 26) che commemora l'esistenza della chiesa di Santa Bibbiana in Soarta nel XIV secolo

La prima sede storica della confraternita fu la chiesetta di Santa Bibbiana in Soarta. Nel corso dei secoli è passata per molte altre chiese, tra cui San Luca e San Michele in Borgo, per poi stabilirsi nell'oratorio di San Gregorio, in via San Frediano. Tra il 2005 ed il 2007 è stata realizzata l'attuale sede sociale, che si trova nel quartiere CEP.

## Figure della confraternita
- "Capo di guardia"
- "Confratello"
- "Brigata": gruppo di almeno una decina di confratelli addetti al trasporto di un infermo; si davano costantemente il cambio lungo il tragitto in modo da velocizzare il servizio.
- "Servo": svolgeva diverse mansioni, tra cui la custodia dei mezzi e l'accompagnamento delle brigate.

## Trasporto degli infermi
Una delle prime attività caritatevoli della compagnia è stato il trasporto degli infermi verso i vari ospedali della città pisana. Fino al secolo scorso i confratelli erano chiamati a raccolta dal suono di una campana e dovevano presentarsi entro mezzora per effettuare il trasporto del bisognoso.
I mezzi di trasporto hanno subito molte modifiche nel corso dei secoli. Dalla cesta cesta o gerla si passò gradualmente alla portantina e alla lettiga a spalle. Agli inizi del XX secolo vi fu l'introduzione del cosiddetto carro-freccia: il mezzo era dotato di larghe ruote con mozzi sporgenti di ottone, che permettevano ai confratelli di sollevare il carro da terra per evitare ai soccorsi di sentire i sobbalzi e le scosse causate dalle strade sconnesse. Pur essendo trainato a mano, il servizio era relativamente veloce e, soprattutto, di gran sollievo per gli infermi.

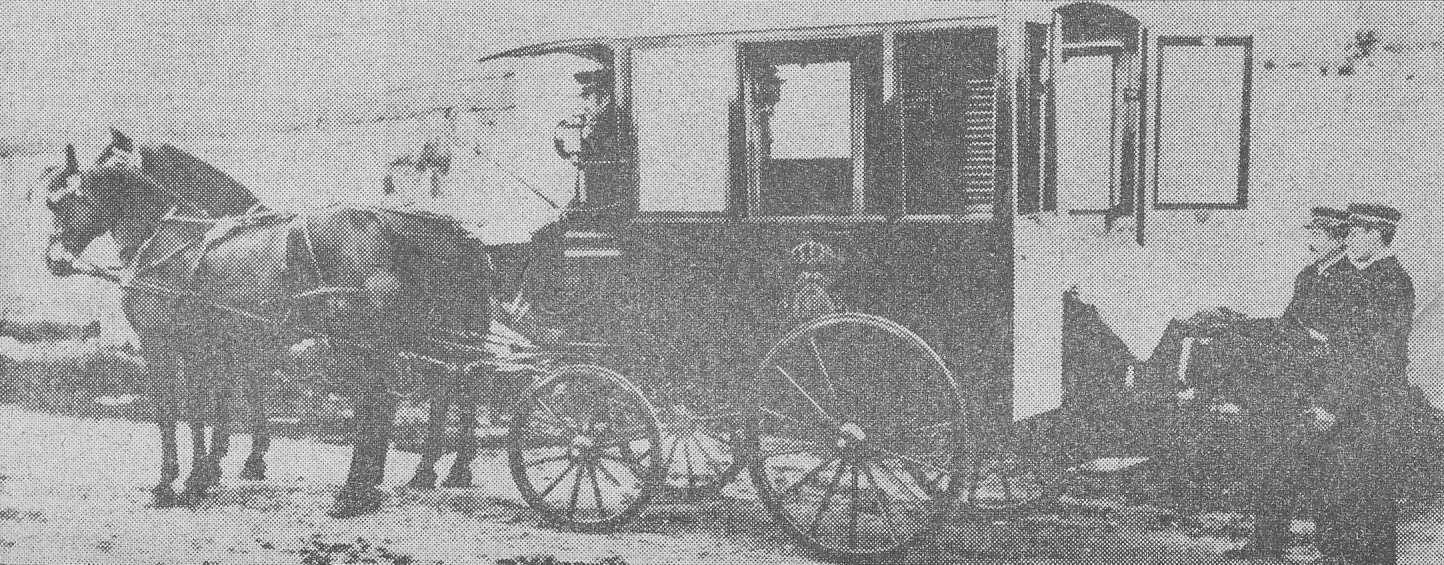
Il carro-camera della Confraternita

Per i servizi nelle località più lontane, già alla fine del XIX secolo la confraternita disponeva di speciali carrozze trainate da cavalli: il carro-giardiniera, dotato di un singolo animale, e il carro-camera, dotato di una pariglia.
A partire dagli anni dieci del XX secolo i mezzi a trazione umana o animale vennero gradualmente sostituite da ambulanze a motore.

## Le chiese di proprietà della confraternita
- Oratorio di San Gregorio Magno
- Chiesa di San Giuseppe
- Chiesa di Sant'Orsola

## Protezione Civile
Nel 1908 all'indomani del terremoto di Messina, i volontari di Pisa, assieme alle consorelle di Livorno e Firenze, partirono per la Sicilia per prestare i soccorsi alle vittime: questo può essere annoverato come il primo intervento di protezione civile della Misericordia pisana. A partire dalla fine degli anni settanta venne creato un gruppo di protezione civile, che ha prestato servizio nei principali eventi calamitosi italiani ed esteri.
Dal 2006 il gruppo di protezione civile si è allargato con la creazione di una unità cinofila specializzata nella ricerca delle persone sepolte dalle macerie.

### Interventi di protezione civile in Italia
- 1981, Irpinia, assistenza alla popolazione colpita dal terremoto
- 1981, Pisa, crollo di una abitazione
- 1991, Livorno, incendio del traghetto Moby Prince, assistenza ai familiari delle vittime e recupero salme
- 1991, Brindisi, assistenza sanitaria ai profughi albanesi
- 1994, alluvione ad Alba e Ceva
- 1996, alluvione a Cesenatico
- 1996, alluvione in Versilia
- 1996, alluvione di Crotone
- 1997, Brindisi, assistenza sanitaria ai profughi albanesi
- 1997, Tirrenia, allestimento e gestione di un campo profughi per circa 300 persone provenienti dall'Albania
- 1997, Nocera Umbra, allestimento e gestione del campo sfollati in seguito al terremoto di Umbria e Marche
- 1998, Sarno, assistenza alla popolazione colpita dell'alluvione
- 1999, Ferrara, ritrovamento di un ordigno bellico
- 1999, coste pugliesi, accoglienza ed assistenza di profughi provenienti dal Kosovo
- 2000, Roma, Giubileo
- 2000, alluvione a Trino
- 2003, San Giuliano di Puglia, assistenza alla popolazione dopo il terremoto del Molise
- 2005, Roma, assistenza alla popolazione intervenuta ai funerali di papa Giovanni Paolo II
- 2009, terremoto dell'Aquila, assistenza alla popolazione e ricerca delle persone disperse con unità cinofila
- 2009, incidente ferroviario di Viareggio, assistenza alla popolazione, rimozione salme e ricerca persone sopravvissute
- 2009, Pisa, aiuto al recupero delle salme di un disastro aereo
- 2009, assistenza alla popolazione dopo l'alluvione del Serchio a Vecchiano
- 2012, Terremoto dell'Emilia del 2012, assistenza alla popolazione, allestimento campo "Toscana" e campo "Misericordie"
- 2016, Terremoto del Centro Italia del 2016 e del 2017, raccolta e trasporto generi di conforto e prima necessità

### Interventi di protezione civile all'estero
- 1989, Azzorre, recupero salme del disastro aereo
- 1991, missione umanitaria in Bosnia e Croazia durante le guerre jugoslave
- 1992, Bosnia, recupero salme dell'aereo abbattuto della 46ª Brigata Aerea
- 1999, Rashbull (Albania), assistenza sanitaria ai profughi provenienti dal Kosovo
- 2010, Ospedale di Cauchenes (Cile), aiuti per il ripristino dell'assistenza sanitaria alle popolazioni colpite dal terremoto

## Elenco dei Governatori dal 1610
- Giuseppe Novaresi 1610
- Jacopo Bartalena 1639
- Carlo Pantolini 1676
- Tommaso Baragazzi 1700
- Can. Giuseppe Maria Cascina 1700
- Dott. Ranieri Pietro Cavaggi 1707
- Can. Ottavio D'Abramo 1709
- Can. Giuseppe Ruschi 1716
- Giov. Battista Notari 1717
- Can. Antonio Palmerini 1721
- Sac. Giuseppe Maria Dal Pino 1723
- Mons. Arciv. Francesco Frosini 1725
- Decano Giuseppe Rosselmini 1729
- Lazzaro Damiani 1791
- Sac. Francesco Viazzoli 1792
- Sac. Diego Martini 1793
- Can. Stefano Bargellini 1795
- Sac. Gaetano Ferroni Ballanti 1796
- Cav. Francesco Franceschi-Galletti 1798-1828
- Prof. Bacciomeo Dal Borgo 1829
- Fedrerigo Baldasserini 1830-1833
- Giuseppe Del Rosso 1834-1836
- Conte Francesco Albizzini 1837-1841
- Avv. Giovanni Carmignani 1842-1844
- Barone Luigi Du Turrique Remj 1845-1846
- Conte Teodoro Francesco Mastiani-Brunacci 1846
- Prof. Giuseppe Meritorelli 1847
- Capitano Carlo Du Tremoul 1848-1850
- Conte Francesco Albizzini 1851-1853
- Cav. Giovan Batta Alberti 1854-1856
- Conte Andrea Agostini della Seta 1857
- Can. Prof. Mariano Grassini 1858-1860
- Cav. Gaetano Poggesi 1861-1863
- Cav. Giuliano Prini Aulla 1864-1867
- Cav. Gaetano Poggesi 1867-1873
- Nob. Giuseppe Curini-Galletti 1874-1876
- Cav. Giuseppe Bertolli 1877-1882
- Conte Camillo Curini 1883-1888
- Cav. Gaetano Poggesi 1889
- Comm. Ettore Calderai 1890-1893
- Cav. Uff. Gaetano Grassi 1894
- Cav. Avv. Luigi Simoneschi 1895-1898
- Comm. Prof. Ottaviano Marchionneschi 1899-1910
- Rag. Ferdinando Piancastelli 1911-1921
- Col. Gr. Uff. Pietro Feroci 1921-1925
- Comm. Ing. Perfetto Frediani 1926
- Comm. Dott. Ferdinando Puntoni 1927-1933
- Cav. Dott. Mario Ferione 1933-1942
- Rag. Giulio Giovannetti (Commissario Prefettizio) 1942-1944
- Prof. Dott. Gino Bogi (Commissario Prefettizio) 1944-1945
- Comm. Italo Pellegrini 1945-1950
- Comm. Dott. Gino Bogi 1950-1951
- Avv. Col. Salvatore Cilotti 1951-1952
- Dott. Ing. Rinaldo Monicelli (Commissario Prefettizio) 1952-1954
- Comm. Italo Pellegrini 1954-1963
- Avv. Mario Gattai 1963-1967
- Ing. Severino Costagli 1967-1969
- Avv. Mario Gattai 1969-1973
- Comm. Giuseppe Diddi 1973-1981
- Sergio Delli 1981-1982
- Rag. Tommaso Borgogni 1982-1983
- Comm. Giuseppe Diddi 1983-1986
- Prof. Federico Fanucchi 1986-1990
- Sergio Delli 1990-1991
- Cavaliere di Gran Croce Dott. Rodolfo Bernardini 1991-1993
- Alberto Faini 1993-1995
- Cav. Lav. Flaminio Farnesi 1995- 2008
- Rag. Daniele Giugliano (f.f.) 2008
- Dott. Luigino Bonaccorsi 2009-2010
- Rag. Daniele Giugliano (f.f.) 2011
- Dott. Antonio Strambi 2011 - 2012
- Dott. Stefano Ragghianti (Commissario Straordinario) 2012
- Dott. Luigi Marchetti 2012 - 2015
- Dott. Gabriele Attilio Brunini (Commissario Straordinario) 2015 - 2016
- Sig. Enrico Dini (Commissario Straordinario) 2016 - 2023
- Dott.ssa Sandra Capuzzi (Commissaria straordinaria pro-tempore) novembre 2023- in corso

## Galleria d'immagini

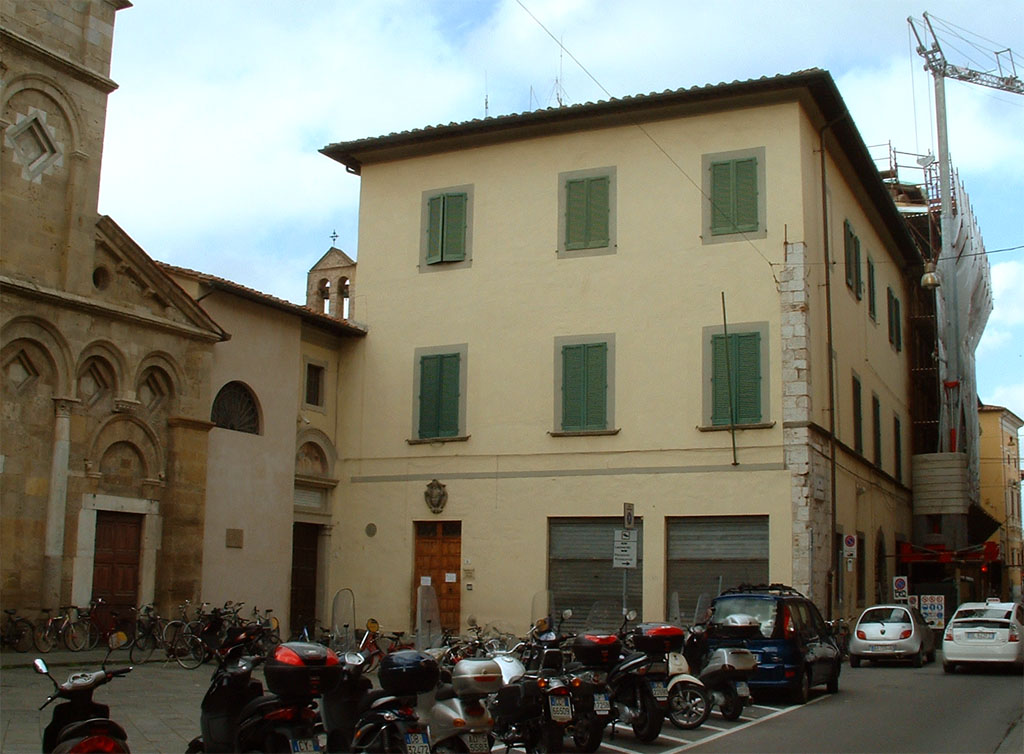
La sede storica della Confraternita
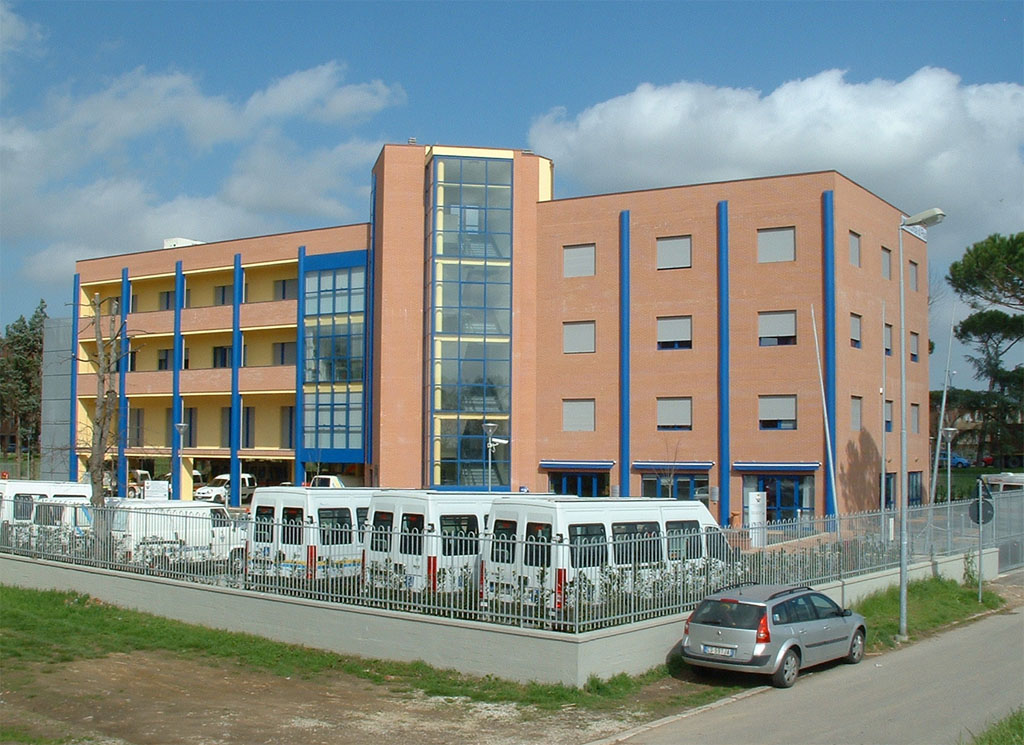
La nuova sede al quartiere CEP